# BlueWater Cycling
Blue Water Cycling var et dansk cykelhold oprettet i år 2009 som en fusion mellem CK Herning og Team Løgstør-Cycling for Health.

## Ryttere

### 2013
Pr. 29. januar 2013.
|                     | Rytter              | Fødselsdag               |
| ------------------- | ------------------- | ------------------------ |
| Daniel Foder        | Daniel Foder        | 7. april 1983 (41 år)    |
| Rasmus Guldhammer   | Rasmus Guldhammer   | 9. marts 1989 (35 år)    |
| Lasse Norman Hansen | Lasse Norman Hansen | 11. februar 1992 (33 år) |
| Christian Jensen    | Christian Jensen    | 5. marts 1992 (32 år)    |
| Jacob Kjeldsen      | Jacob Kjeldsen      | 3. februar 1982 (43 år)  |
| Mathias Møller      | Mathias Møller      | 19. marts 1994 (30 år)   |
| Jacob Nielsen       | Jacob Nielsen       | 12. januar 1978 (47 år)  |

|                  | Rytter           | Fødselsdag               |
| ---------------- | ---------------- | ------------------------ |
| Morten Øllegaard | Morten Øllegaard | 6. februar 1988 (37 år)  |
| Søren Pugdahl    | Søren Pugdahl    | 17. oktober 1987 (37 år) |
| Thomas Riis      | Thomas Riis      | 31. august 1992 (32 år)  |
| Mark Sehested    | Mark Sehested    | 6. november 1991 (33 år) |
| Frederik Thalund | Frederik Thalund | 9. februar 1993 (32 år)  |
| Aske Vorre       | Aske Vorre       | 24. maj 1993 (31 år)     |

### 2009
- Morten Christiansen
- Jacob Kollerup
- Glenn Bak
- Michael Bjørn Johansen
- Michael Smith Larsen
- Andreas Frisch
- Mads Rydicher
- Kalle Corneliussen
- Rasmus Quaade
- Benjamin Wittrup Justesen
- Jan Almblad
- Anders Hilligsøe